# Nath Finanças
Nathália Rodrigues de Oliveira (Nova Iguaçu, 26 de julho de 1998), conhecida como Nath Finanças, é uma youtuber e influenciadora brasileira, criadora de conteúdos focados em educação financeira para pessoas de baixa renda.
Nath é criadora da Edtech Nath Play, empresária, palestrante, escritora, especialista em finanças com pós-graduação em gestão financeira pela Fundação Getúlio Vargas, graduanda em Ciências Econômicas, ceo e fundadora da Nath Finanças.
Foi investidora da Queen Laces, marca de perucas personalizadas,e é uma das vozes mais relevantes do Brasil quando o assunto é educação financeira prática e acessível.
Nasceu na periferia de Nova Iguaçu, no Rio de Janeiro, oriunda de uma família pobre. Cursou Administração de Empresas em nível técnico e superior. Iniciou seu canal no YouTube em 2019 e mantêm uma empresa com 24 funcionários.
Em outubro de 2020, começou a escrever como colunista para o Extra. É autora do livro Orçamento Sem Falhas, lançado em janeiro de 2021.
Em 2023, publicou o livro O plano perfeito, juntamente com Ziraldo, promovendo educação financeira para crianças.
É abertamente bissexual.

## Prêmios e reconhecimentos
Em 2021, Nathália foi a única brasileira a figurar na lista de 50 maiores líderes do mundo da revista Fortune.
Foi indicada ao People's Choice Awards de 2021 na categoria Influenciador do Ano Brasil. Foi finalista do prêmio Influecy.me na categoria "Negócios" em 2020, e na categoria "Negócios, Finanças e Empreendedorismo" em 2021. Também em 2021, recebeu o Prêmio Glamour Game Changers, na categoria Influenciadoras, pelo seu trabalho sobre educação em finanças pessoais.
Nathália compôs a lista da Bloomberg Línea das 500 personalidades mais influentes da América Latina.
Em 2024, entra para a lista dos 100 afrodescendentes mais influentes do mundo abaixo dos 40 anos. A lista, realizada pelo MIPAD (Most Influential People of African Descent), é chancelada pela ONU para homenagear afrodescendentes de todo o mundo por suas contribuições positivas para a humanidade.